# Мусколіне
Мусколіне (італ. Muscoline) — муніципалітет в Італії, у регіоні Ломбардія, провінція Брешія.
Мусколіне розташоване на відстані близько 440 км на північ від Рима, 100 км на схід від Мілана, 19 км на схід від Брешії.
Населення — 2640 осіб (2014).
Щорічний фестиваль відбувається 15 серпня. Покровитель — Santa Maria.

## Демографія
Населення за роками:

Станом на 1 січня 2023 року в муніципалітеті офіційно проживав 151 іноземець з 28 країн, серед них 55 громадян країн Євросоюзу та 16 громадян України.

## Сусідні муніципалітети
- Кальваджезе-делла-Рив'єра
- Гавардо
- Польпенацце-дель-Гарда
- Превалле
- Пуеньяго-суль-Гарда